# Уголок
Уголо́к (рос. Уголок, ерз. Угольня) — село у складі Зубово-Полянського району Мордовії, Росія. Входить до складу Уголківського сільського поселення.
Населення — 260 осіб (2010; 255 у 2002).
Національний склад станом на 2002 рік:
- мокшани — 85 %